# إنزو ألفيس
إنزو ألفيس هو لاعب كرة قدم إسباني محترف، من مواليد 16 سبتمبر 2009، ويلعب حاليًا كمهاجم في ريال مدريد. نشأ في مدريد، وهو ابن لاعب كرة القدم البرازيلي الدولي مارسيلو، والممثلة كلاريس ألفيس.

## مسيرته مع الأندية
بدأ مسيرته مع نادي سانتا آنا، حيث أمضى ثلاث سنوات قبل أن ينتقل إلى ريال مدريد. في أول مباراة له مع فريق إنفانتيل ب في النادي، سجل هاتريك. خلال سنواته الأولى في الأكاديمية، جذب الانتباه على وسائل التواصل الاجتماعي حيث كانت عائلته تنشر مقاطع له تظهر مهاراته في كرة القدم.
في موسم 2018-2019، سجل أربعة وعشرين هدفًا، مما ساعد فريق ريال مدريد بنيامين أ في الفوز باللقب. بعد ترقيتة إلى فريق أليفين أ، كان جزءًا من التشكيلة في بطولة لا ليغا بروميس في 2021. وفي ديسمبر من العام التالي، وقع أول عقد احترافي له مع النادي، بعد أن شارك مع ريال مدريد في بطولة لا ليغا بروميس مرة أخرى، حيث فاز النادي بالبطولة في وقت سابق من نفس العام. وتمت ترقيته إلى فريق إنفانتيل أ في موسم 2022-2023، حيث سجل هاتريك في عشرين دقيقة ضد غريمه أتليتيكو مدريد في 11 يناير 2023، في مباراة انتهت بفوز فريقه 5-2. وفي أول مئة مباراة له مع فرق الشباب في ريال مدريد، سجل 105 أهداف، ما جعله يحصل على إشادة من صحيفة ماركا الرياضية الإسبانية بفضل قدرته الكبيرة على التسجيل، ووصفتها بأنه آلة تهديفية.

## مسيرته الدولية
على الرغم من أن كلا والديه برازيليان، إلا أنه وُلد في إسبانيا، مما يجعله مؤهلًا لتمثيل كلا البلدين. في أبريل 2023، اختار تمثيل إسبانيا، بعد أن تم استدعاؤه للانضمام إلى منتخب تحت 15 سنة للمشاركة في كأس بيناتار. شارك في أول مباراة له مع المنتخب في المباراة الأخيرة من البطولة، حيث لعب في فوز الفريق 2-1 ضد إنجلترا.